# Bácovice
Bácovice település Csehországban, a Pelhřimovi járásban. Bácovice Červená Řečice és Pelhřimov településekkel határos. Lakosainak száma 94 fő (2024. január 1.).

## Népesség
A település lakosságának változását az alábbi diagram mutatja:
| Lakosok száma | 215  | 216  | 227  | 97   | 82   | 69   | 84   | 96   | 82   | 94   |
|               | 1869 | 1900 | 1921 | 1961 | 1980 | 2011 | 2016 | 2019 | 2021 | 2024 |